# Benicàssim
Benicàssim, en valencien, ou Benicasim, en castillan (dénomination officielle bilingue depuis le 14 janvier 1987,), est une commune d'Espagne de la province de Castellón dans la Communauté valencienne. Elle est située dans la comarque de Plana Alta et dans la zone à prédominance linguistique valencienne.
La ville située à 80 km au nord de la ville de Valence et à 12 km au nord de Castellón de la Plana, capitale de la province de Castellón, est très réputée à cause de la réussite des ouvrages de fabrication de belles plages artificielles réalisées pour la satisfaction des touristes.

## Géographie

Localisation de Benicàssim
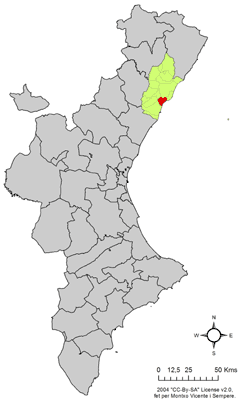
Dans la Communauté valencienne.
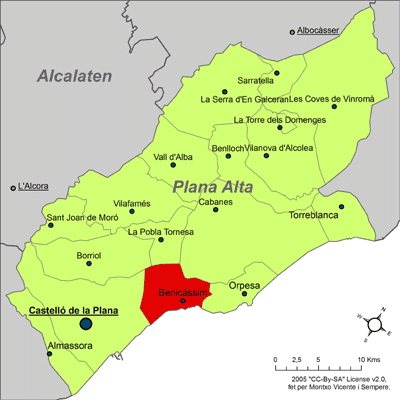
Dans la comarque de Plana Alta.

### Hameaux
Quadro Santiago, Desert de les Palmes, El Palasiet, Les Viles, Masia dels Frares, Montemolins, Voltants de Montornès.

### Localités limitrophes
Castellón de la Plana (et son district maritime El Grao de Castellón), Borriol, La Pobla Tornesa, Cabanes et Oropesa, toutes de la province de Castellón.

## Histoire
Entre 718 et le 10 août 1249, la ville appartint aux Almohades. Le nom de Benicassim vient des Banu Qassim seigneurs de Alpuente. Durant cette période, la ville suivit la destinée de Benicassim et, après la chute du Califat nassim, elle passa sous la domination de Denia et Murcie.
Avant la Reconquête, le château de Montornes (es) était l'un des fiefs arabes les plus importants de ces territoires. Il n'y a aucune explication sur sa destruction et les causes qui l'ont motivée. Cependant, le château, qui a été habité jusqu'à la fin du quinzième siècle, aurait appartenu à la lignée des Beni Qásim (« fils de Qásim »). Ils l'occupaient avant la reconquête chrétienne, d'abord par le Cid Campeador et enfin par le roi Jaime I d'Aragon. 
Le 29 novembre 1242, Jaime I a fait don du château de Montornes et de ses terres à son notaire D. Pedro Sanz, en compensation des services rendus durant la Reconquête. Les Baronnies de Benicasim et Montornes ont souvent fait l'objet de dons, d'héritages ou de ventes parmi les nobles de la région. Une preuve évidente en est le nombre important de propriétaires qui les ont gouverné de 1242 à 1603. Ainsi, en 1249, la baronnie de Montornes apparaît entre les mains de Jacques Sancii, auquel le roi a accordé la permission de vente de la seigneurie. Plus tard, apparaît comme propriétaire de la baronnie Don Pedro Ximén, qui l'aurait vraisemblablement acheté à Jacchesio Sancii. Ensuite, Alfonso III a donné Montornes, la Maison de San Vicente et tous ses états à l'abbaye de Poblet. La faible rentabilité des terres, d'une part, et les lourdes dettes des Poblets, d'autre part, ont amené les moines à vendre à Jaime II, en 1297, la baronnie de Montornes et la ville de Castellon pour 290 000 sous. En 1333, apparaît comme seigneur de la Baronnie de Montornes, Don Juan Ximén, fils de don Pedro Ximén de Arenós, qui pourrait y représenter le roi Jaime II. On ne sait pas exactement quand, mais dans des documents postérieurs, la baronnie de Montornes se confond avec « la place de Benicasim ». Ainsi, nous avons Montornes, étant passé de nouveau au pouvoir royal, qui est donné par Alfonso V, en 1416, à l'évêque de Vic, Alfonso de Thous. Quand Alfonso de Thous meurt en 1420, Gilony de Centelles, acquéreur de la baronnie, fut alors seigneur de Nules. Des Centelles, le domaine est passé dans le patrimoine royal jusqu'au 24 février 1467, lorsque Juan II l'a offert à son vice-chancelier Juan Pagés, et durant plus de quarante-huit ans, les Pagés ont exercé leur juridiction sur Montornes et les terres de leur démarcation.
Nicolas de Casalduch acquiert la seigneurie en l'achetant à Pagés. Elle passe par héritage à Dona Violante de Casalduch qui, le 9 septembre 1603, a accordé la Charte de Peuplement afin de repeupler cette zone, très touchée par les attaques continues et le pillage des corsaires et des Berbères. Cette mesure n'a pas atteint les résultats souhaités, et seuls quelques colons se sont installés dans la Baronnie. Il en existe des vestiges clairs de quatre petits noyaux de population, dont deux recherchant le refuge des montagnes, l'un sur les terres fertiles, très près du centre urbain actuel, et enfin un petit noyau marin devant la tour de San Vicente (es).
La décision de Don Francisco Pérez Bayer en 1769 de fonder une église en ce lieu constituait l'impulsion définitive à la configuration de Benicasim comme ville. Perez Bayer est souvent décrit comme le fondateur de Benicasim alors qu'il n'était même pas né lorsque Benicasim fut fondé par Doña Violante de Casalduch. Néanmoins, Pérez Bayer a eu le mérite de regrouper autour de l'église qu'il a fondée tous les habitants de Benicasim, jusqu'alors dispersés dans de petits hameaux et dans des fermes.
Le progrès a été lent au début, mais spectaculaire à partir de 1850. Benicasim a été l'une des villes pionnières en Espagne en tant que centre touristique. Ainsi, en 1887, la première villa d'été est construite. Le grand boom qui a pris Benicasim au début du siècle, lui a plus tard valu le qualificatif du « Biarritz du Levant ». De la première construction à aujourd'hui, Benicasim a subi une profonde transformation basée exclusivement sur le tourisme. Actuellement, Benicasim offre une capacité d'accueil de 100 000 touristes.

## Démographie
Le développement du secteur touristique a fait exploser la démographie des dernières années. La ville attire aussi de plus en plus d'étrangers.
| Population | 715 | 1 059 | 1 302 | 1 533 | 1 568 | 1 841 | 1 856 | 1 995 | 2 009 | 2 923 | 4 705 | 6 151 | 9 913 | 12 456 | 16 584 | 18 098 |

## Économie

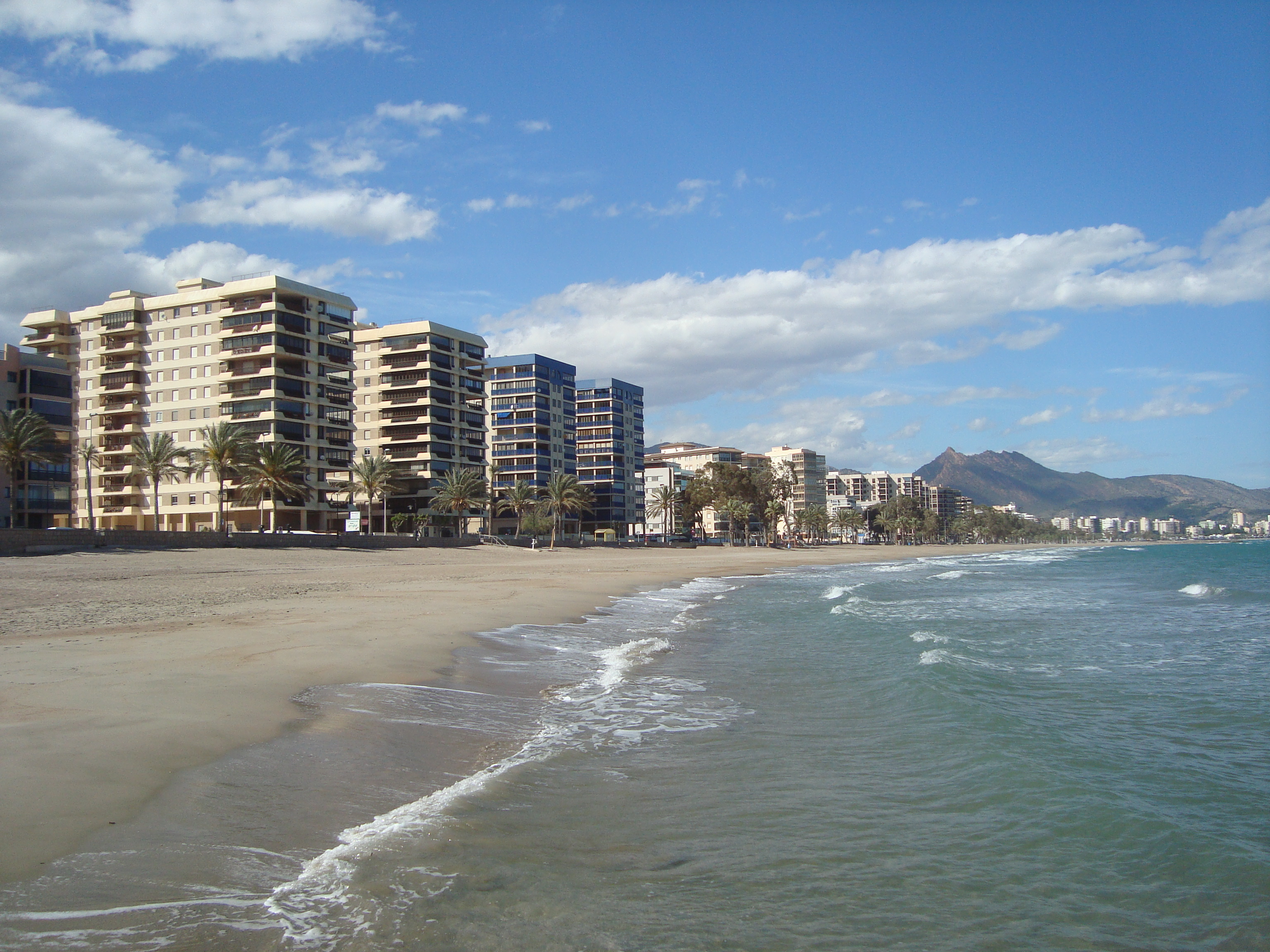
Platja d'Heliòpolis (Benicàssim).

L'économie de la ville de Benicàssim repose essentiellement sur le secteur du tourisme. En 2012, on dénombre 17 hôtels, 4 étoiles, 3 étoiles, 5 campings et des centaines d'appartements touristiques en location, avec une sélection large et variée de restaurants, pubs, bars et pubs. La ville fournit une capacité de réception d'un peu plus de 100 000 touristes. Bien que la ville attire de nombreux touristes venu d'autres pays européens, la majorité des touristes estivaux est avant tout espagnole.

## Politique
| Période | Période     | Identité                                                    | Étiquette                                 | Qualité |
| ------- | ----------- | ----------------------------------------------------------- | ----------------------------------------- | ------- |
| 1979    | 1983        | Domingo Tárrega Bernal                                      | ADIB                                      |         |
| 1983    | 1987        | José María Tárrega Casañ                                    | APB                                       |         |
| 1987    | 1991        | Joaquín Castaño Adelantado                                  | AP                                        |         |
| 1991    | 1995        | Francesc Colomer                                            | EUPV-IU                                   |         |
| 1995    | 1999        | Alejandro García                                            | PP                                        |         |
| 1999    | 2003        | Javier Asín                                                 | PP                                        |         |
| 2003    | 2007        | Francesc Colomer (2003) Manuel Llorca Sellés (juillet 2004) | PSPV-PSOE ARB (motion de censure avec PP) |         |
| 2007    | 2011        | Francesc Colomer                                            | PSPV-PSOE                                 |         |
| 2011    | 2015        | Susana Marqués Escoín                                       | PPCV                                      |         |
| 2015    | Aujourd'hui | Susana Marqués Escoín                                       | PPCV                                      |         |

## Patrimoine

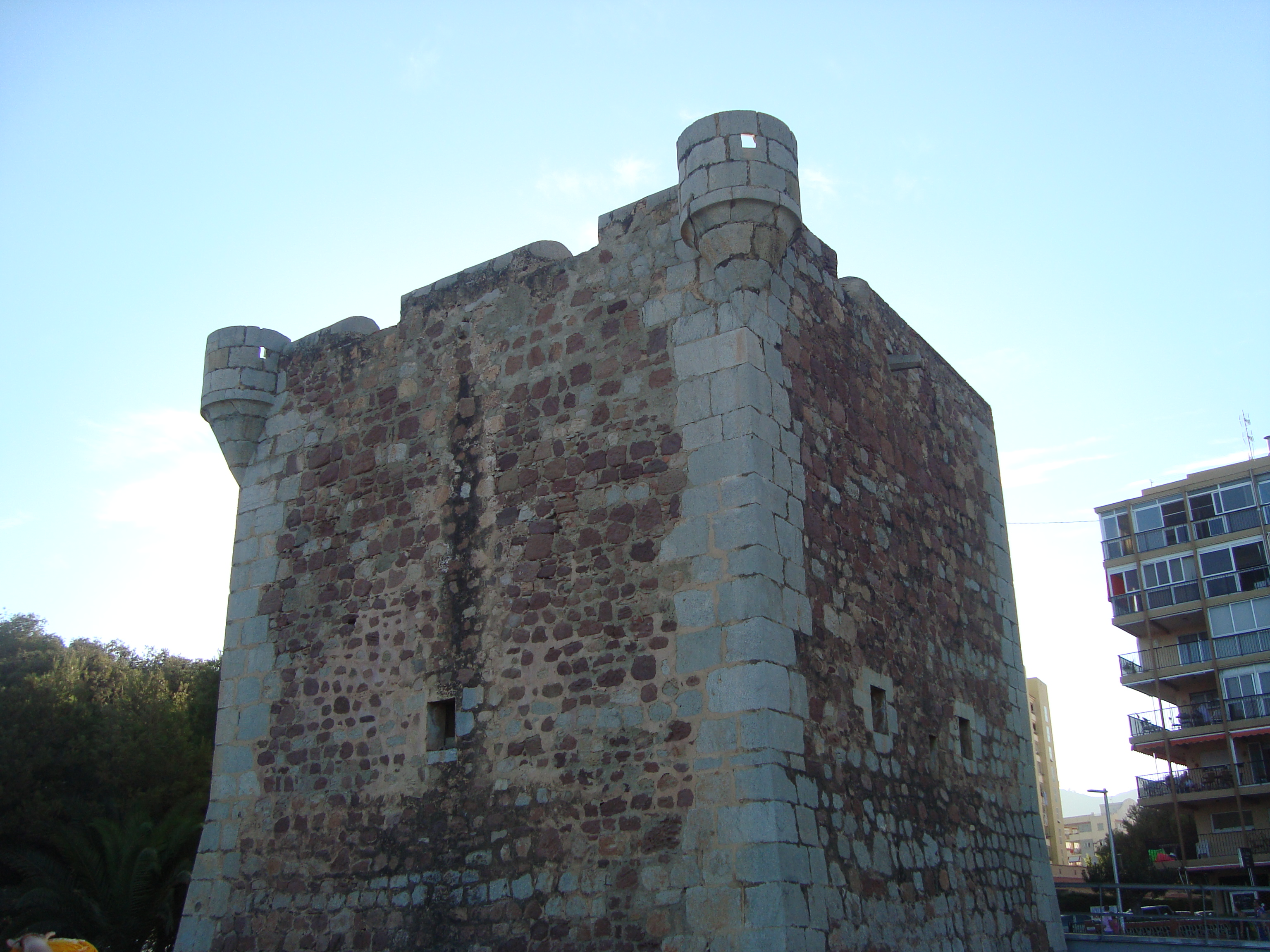
Tour Saint-Vincent.
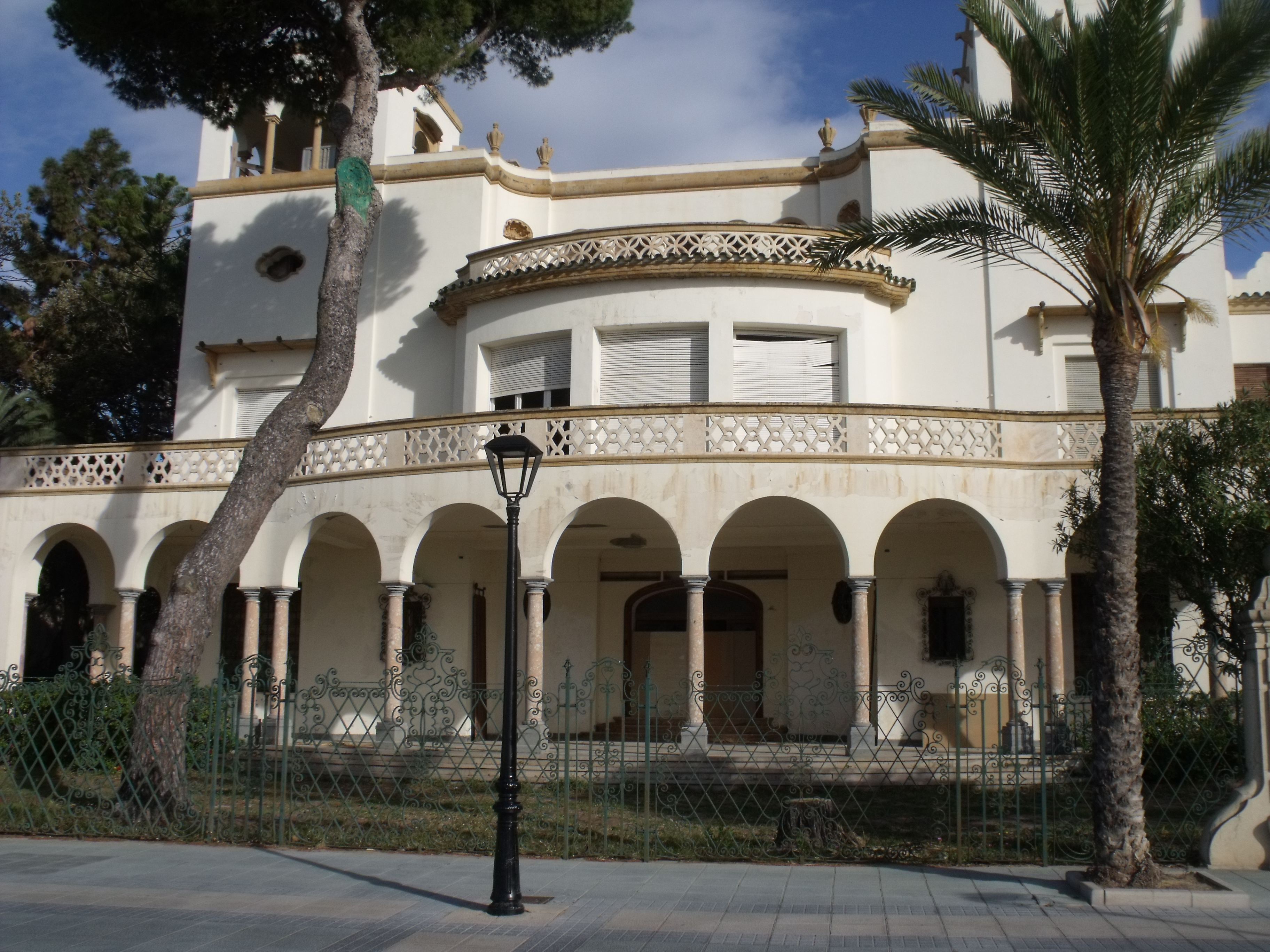
Villa Elisa 1942.
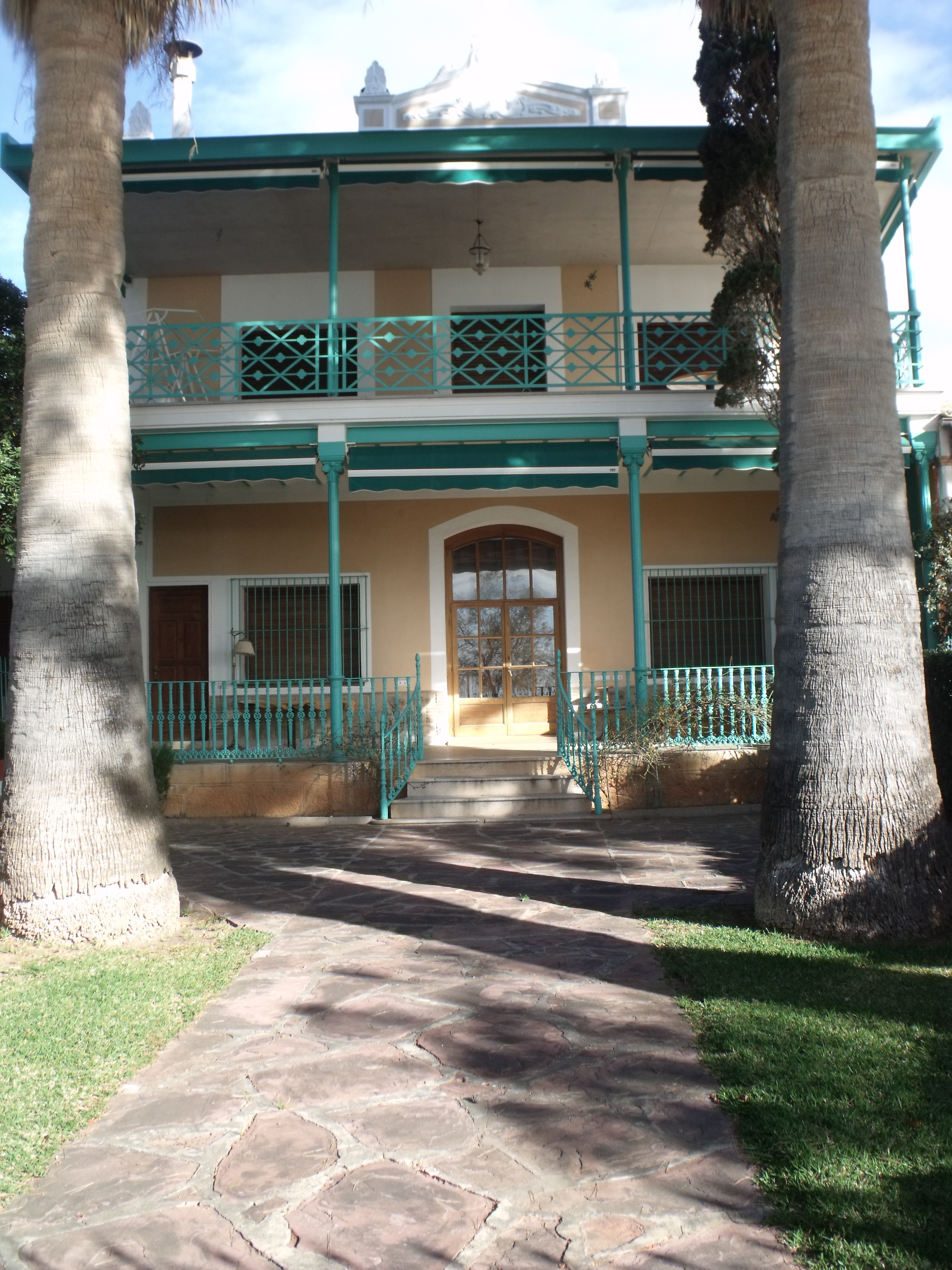
Villa Carpi.
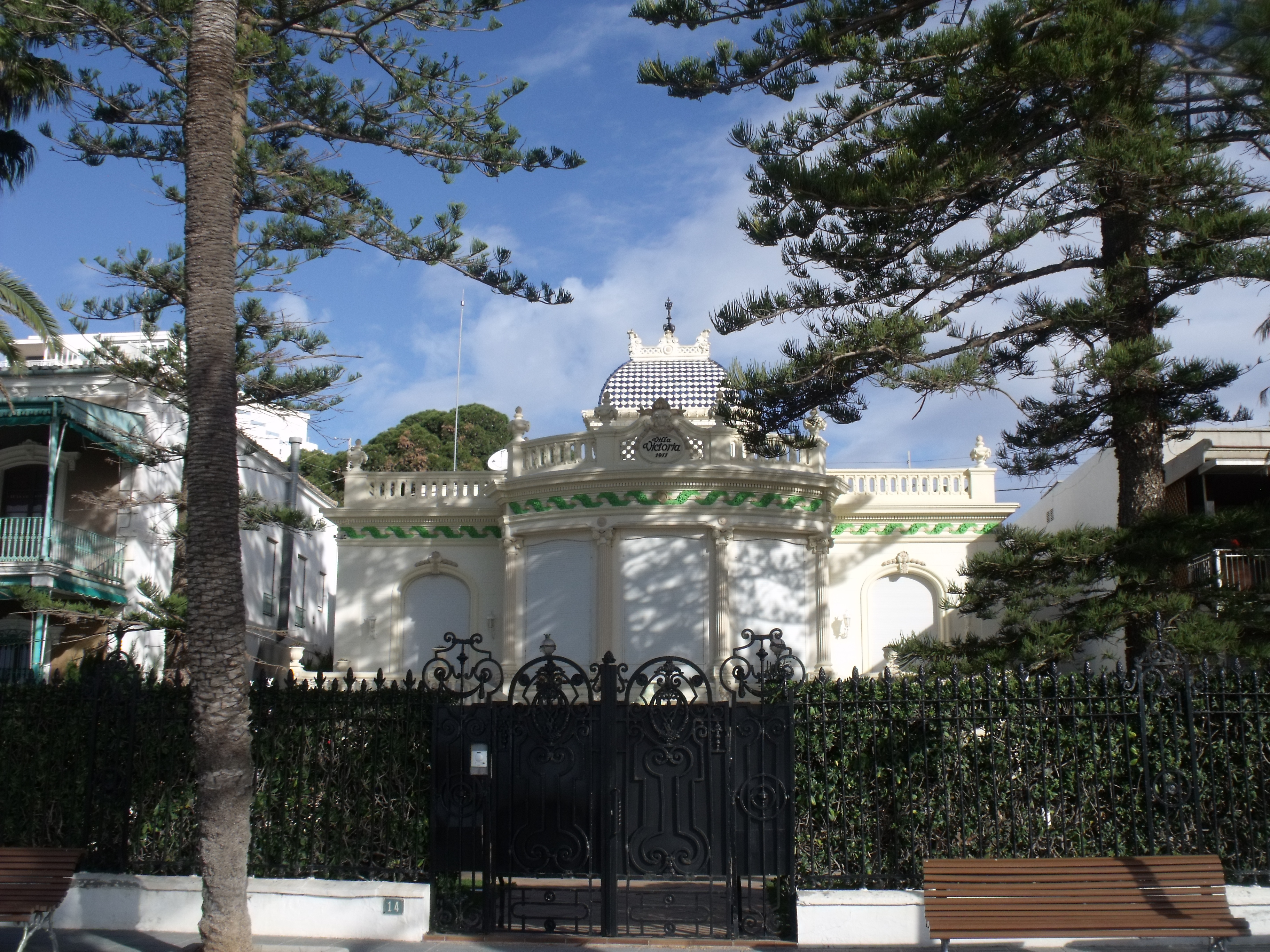
Villa Victoria 1911.
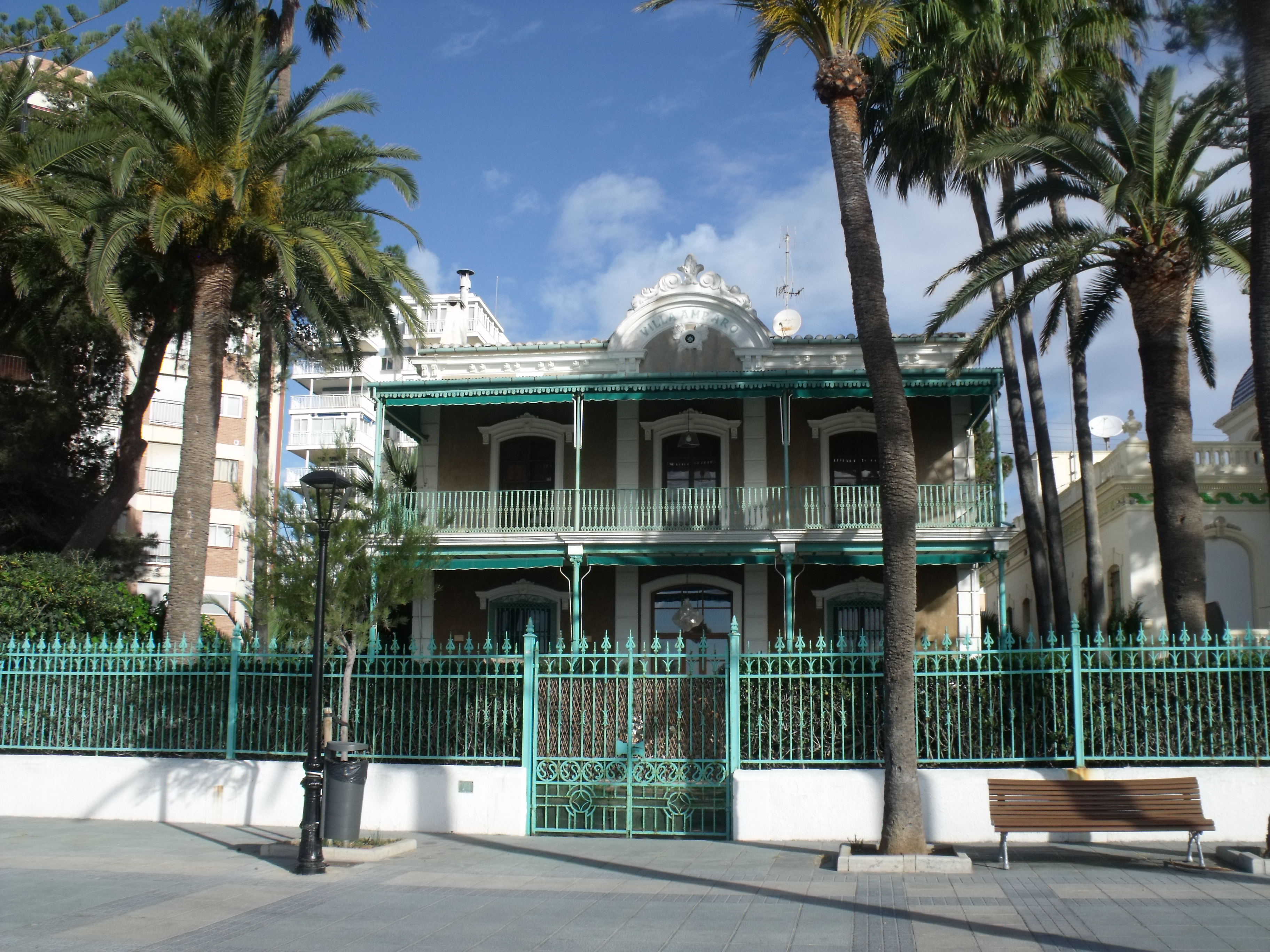
Villa Amparo 1880-1920.
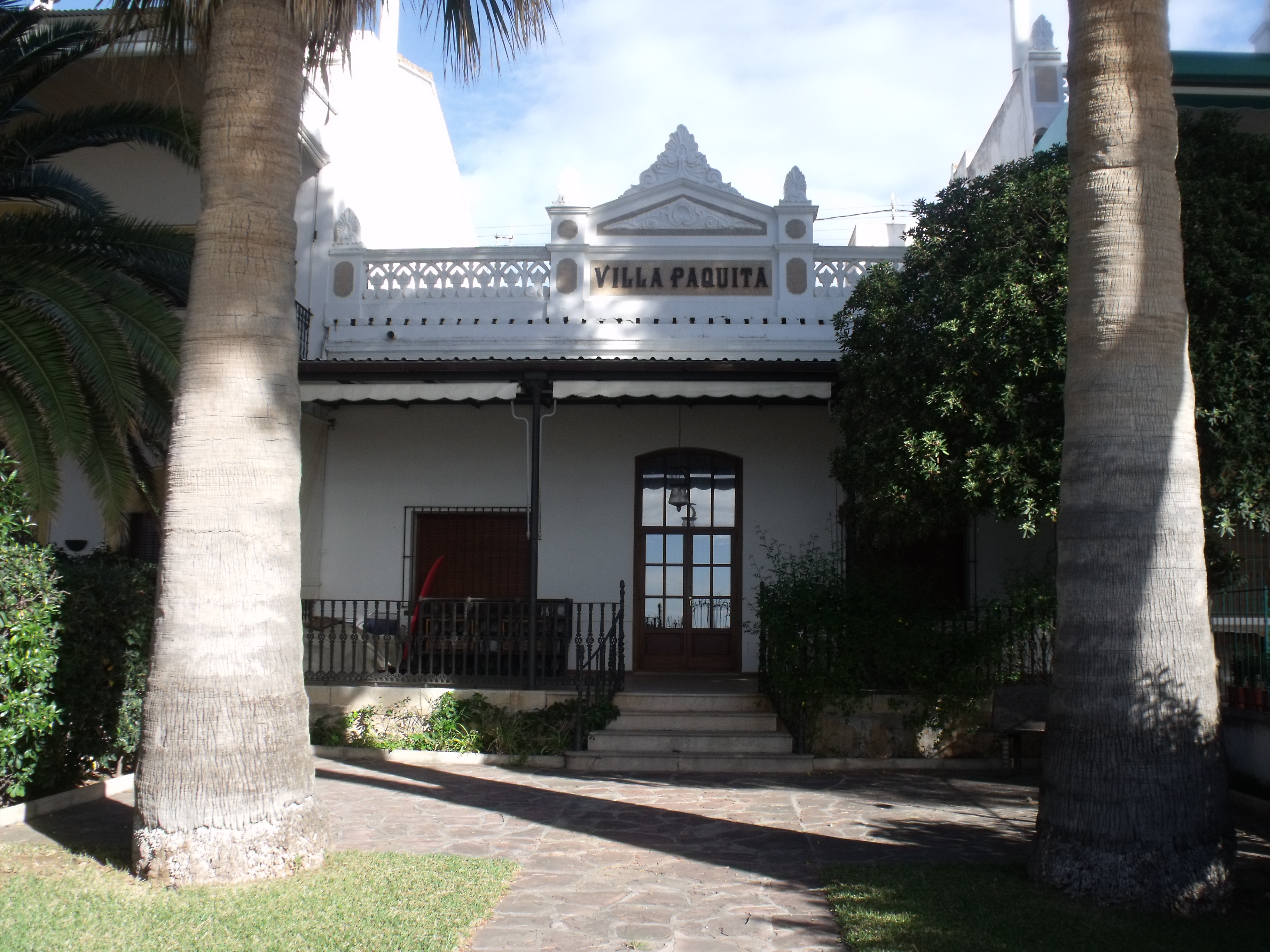
Villa Paquita finales del XIX.

## Tourisme

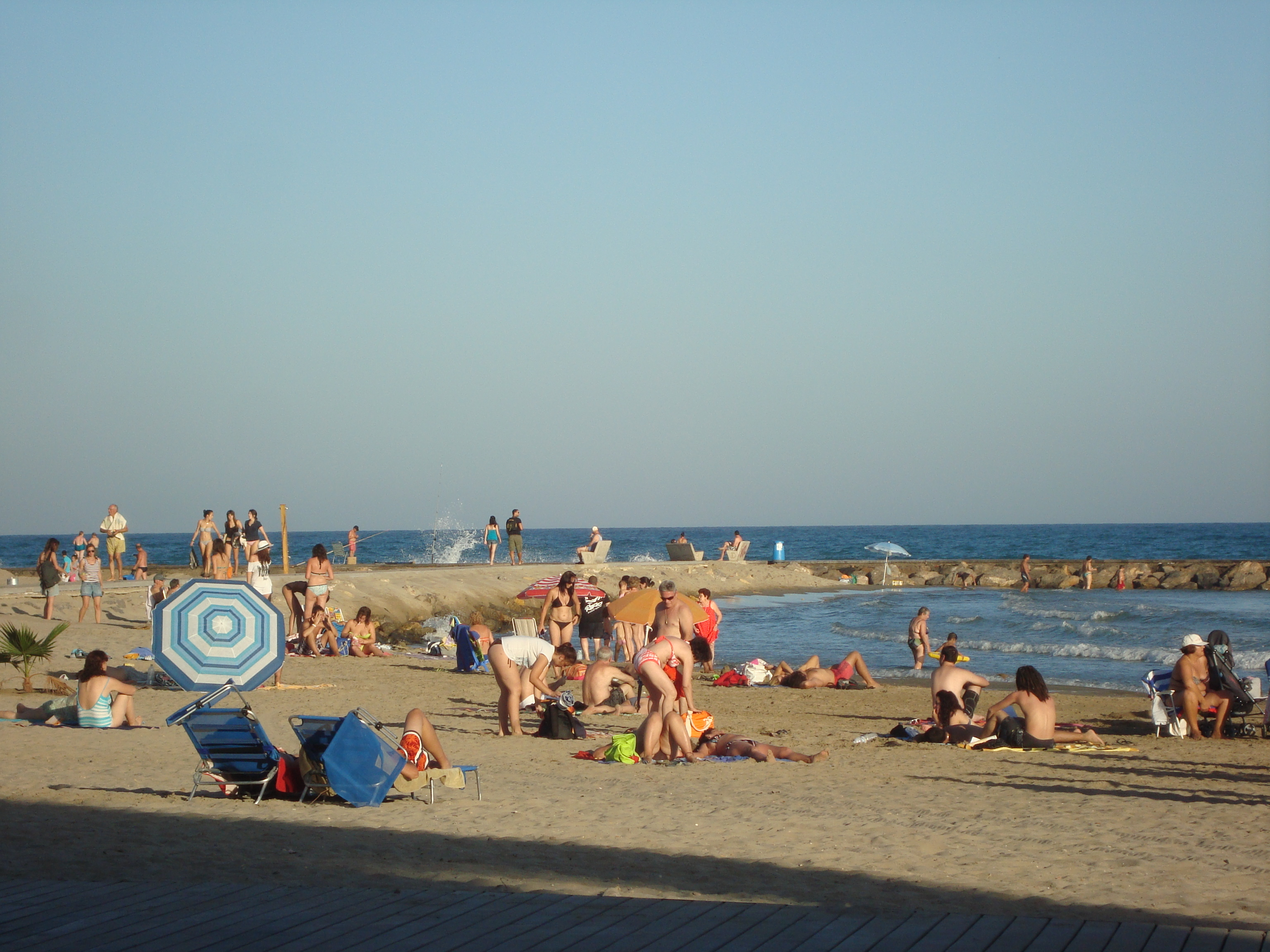
Plage de la Torre San Vicente.
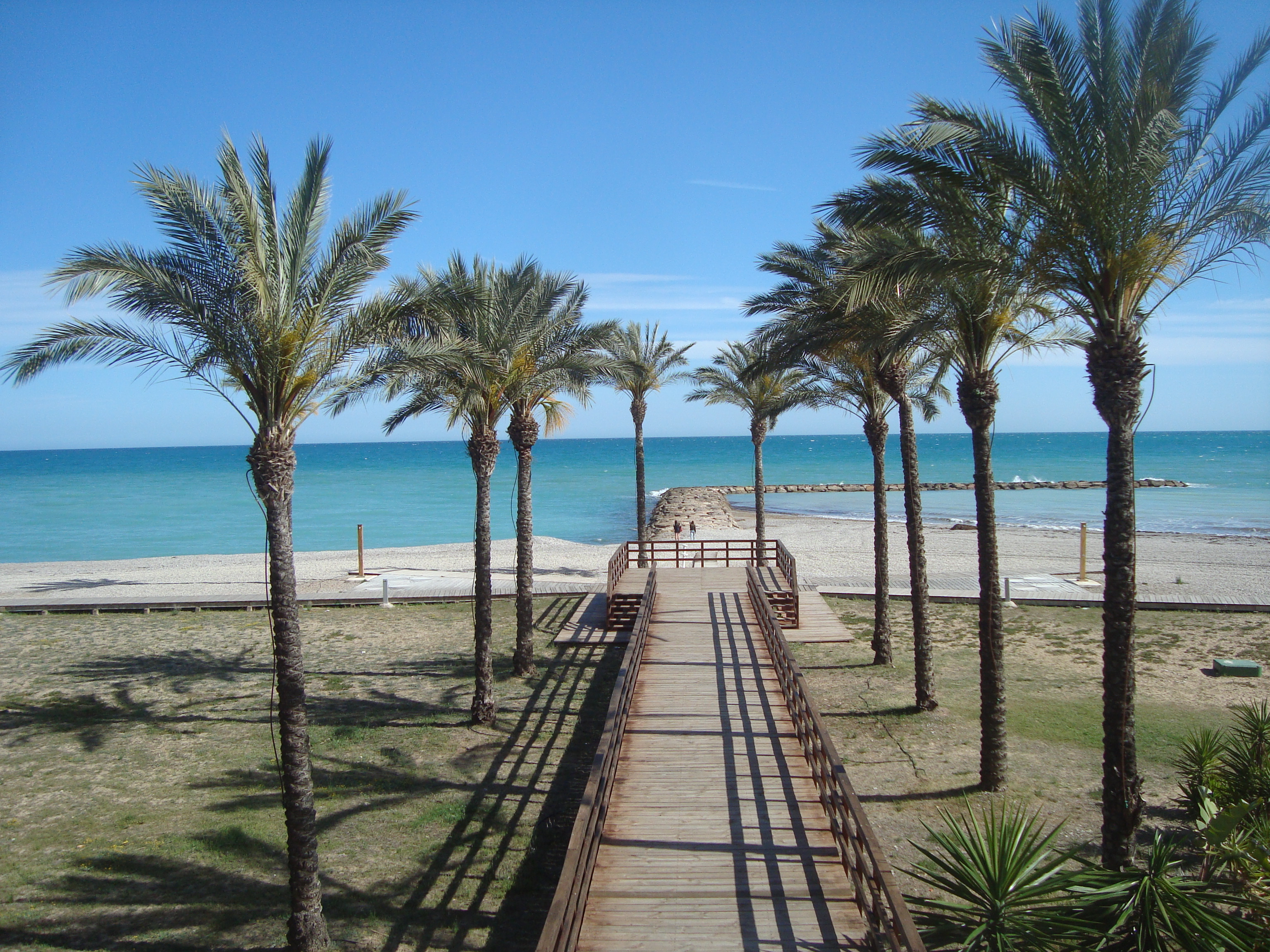
Plage dels Terrers.
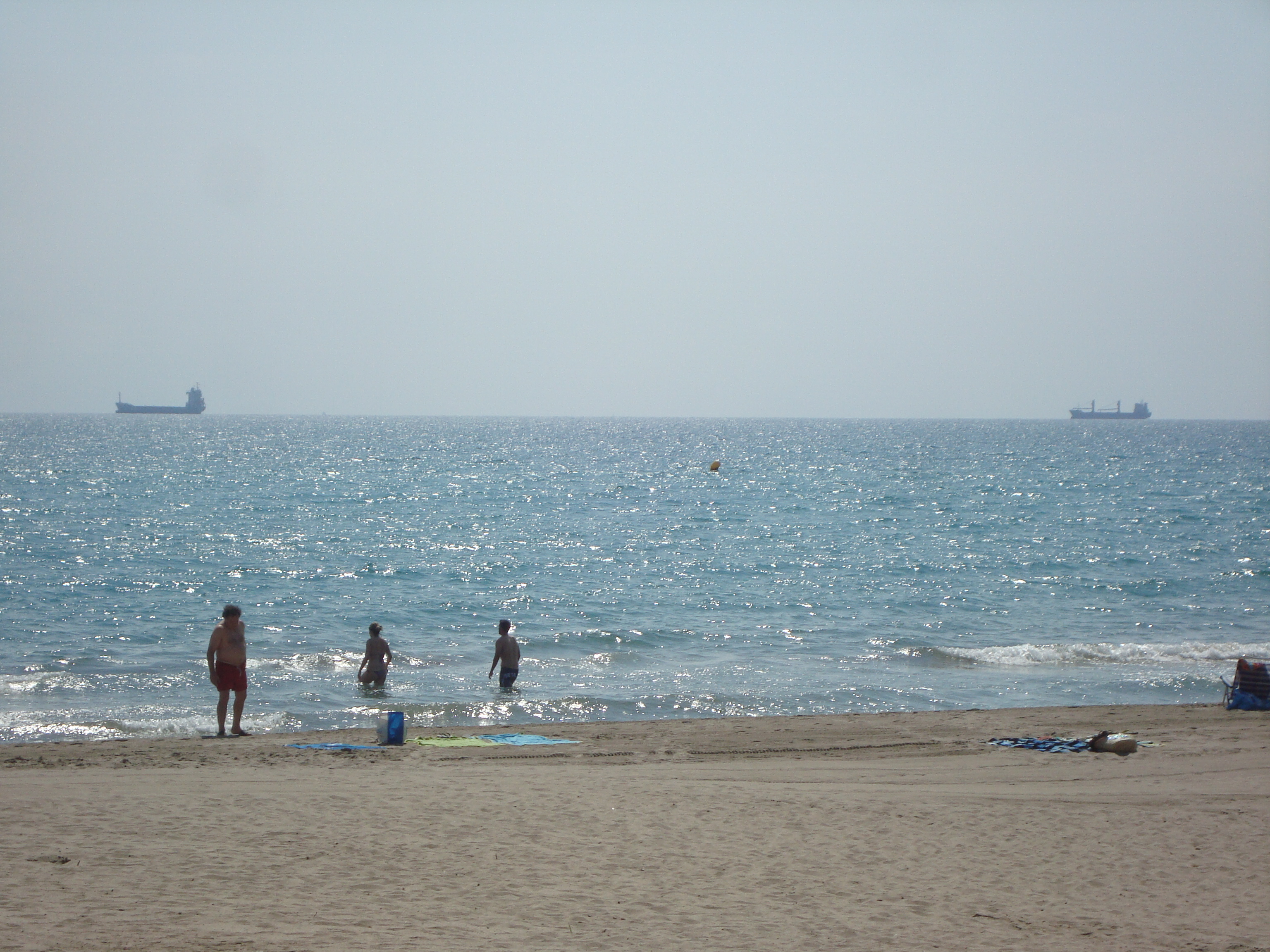
Plage Heliópolis.
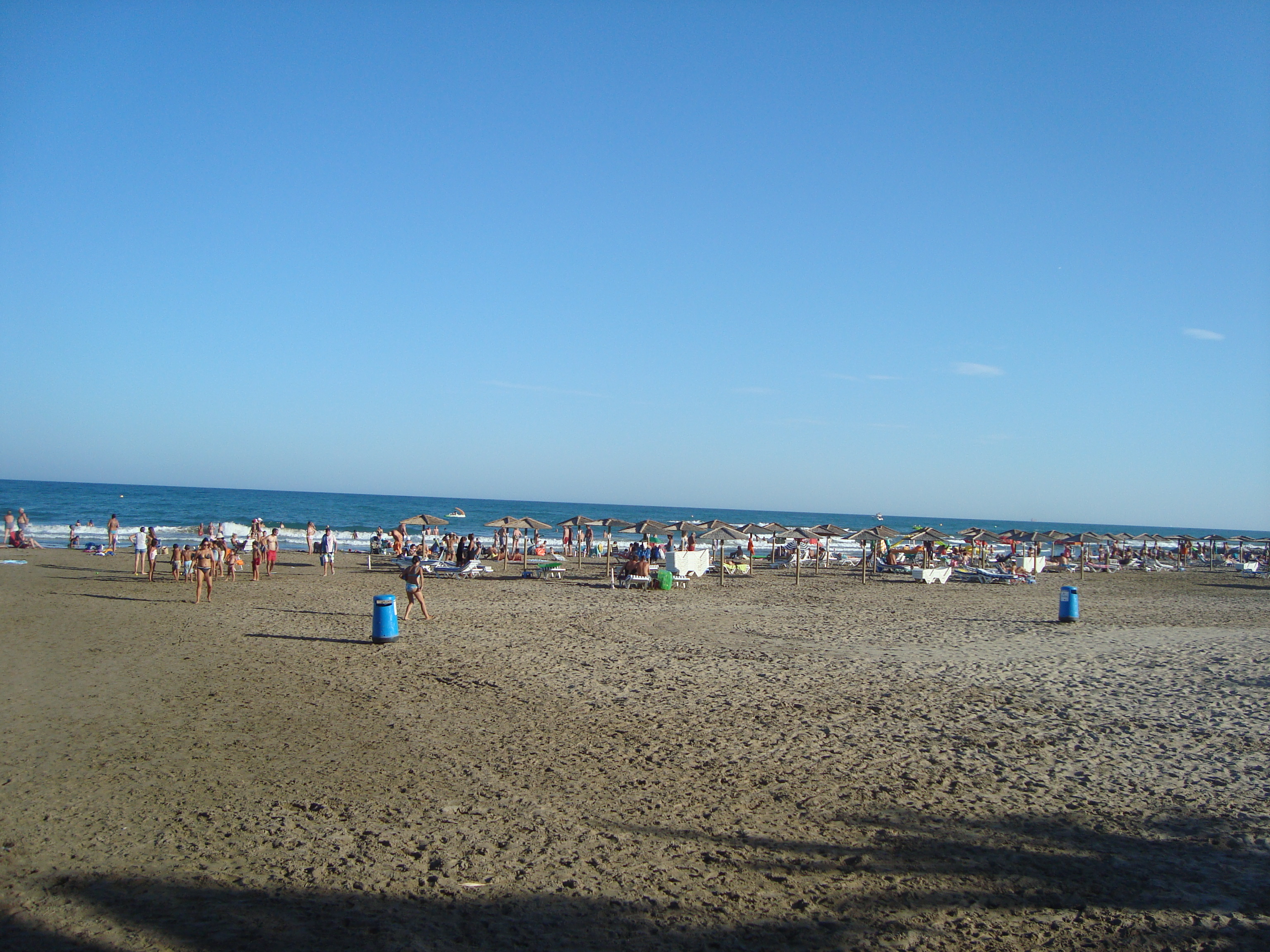
Playa de la Almadraba.

## Festivals  et événements culturels
- Festival international de Benicàssim (FIB)
- Rototom Sunsplash
- MABE Benicàssim Art Show. Exposition annuelle d'art contemporain[7].
- concours international Tarrega de guitare classique

## Jumelage
- Évian-les-Bains